# Luxemburgo nos Jogos Olímpicos de Verão de 1960
Luxemburgo participou dos Jogos Olímpicos de Verão de 1960 na cidade de Roma, na Itália. Nesta edição o país não teve medalhistas.